# Micardia itremo
Micardia itremo là một loài bướm đêm trong họ Noctuidae.